# 蘇瓦利鎮區 (明尼蘇達州傑克遜縣)
蘇瓦利鎮區（英語：Sioux Valley Township）是位於美國明尼蘇達州傑克遜縣的一個行政鎮區。

## 地方資料
蘇瓦利鎮區的面積為93.90平方千米，當中陸地面積為93.10平方千米，而水域面積為0.80平方千米。根據2020年美國人口普查的數據，當地共有人口198人，而人口密度為每平方千米2.11人。